# Pobreza no Canadá

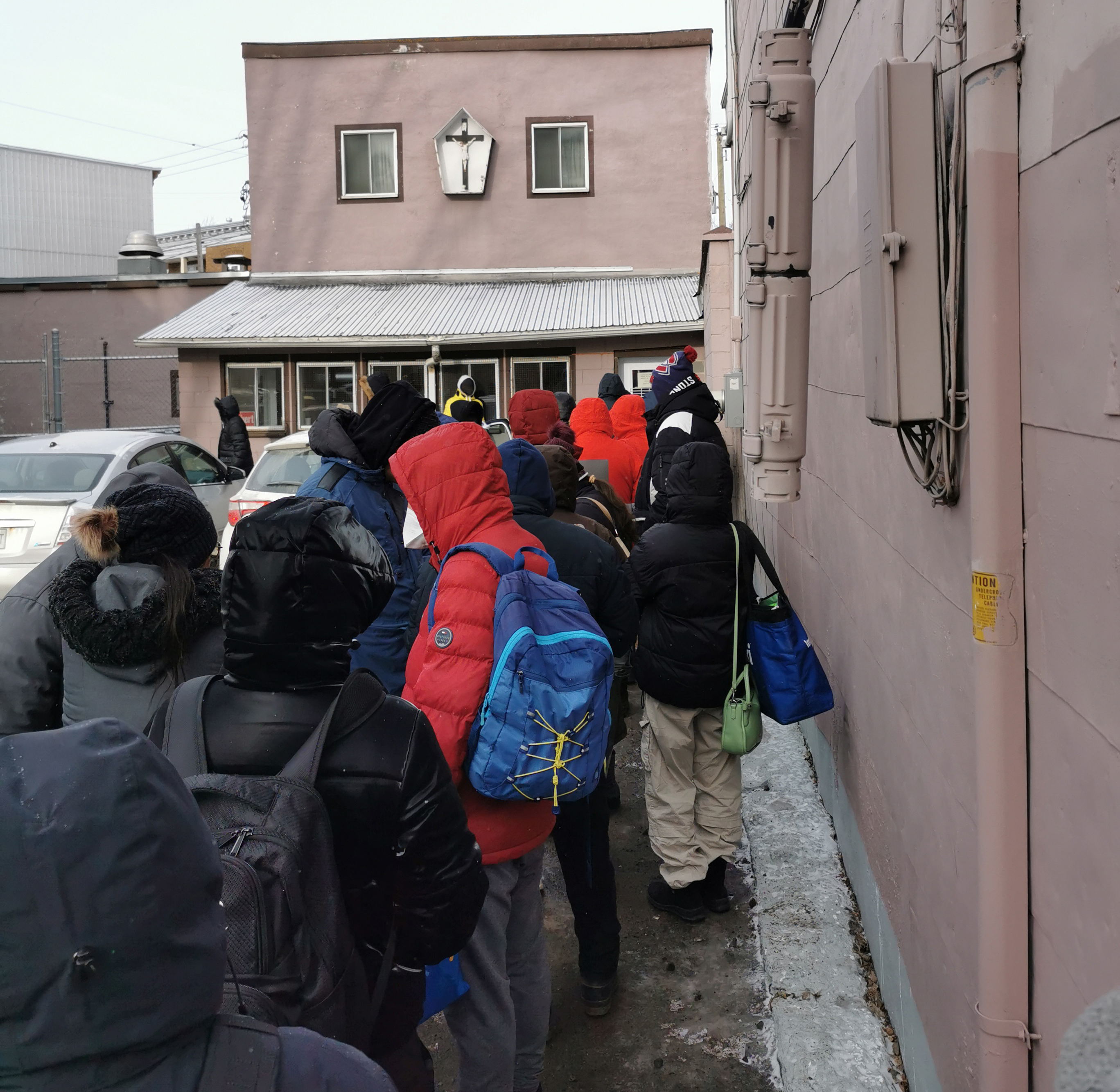
Pessoas desempregadas, em sua maioria imigrantes, fazendo fila em frente a uma cozinha comunitária em Cidade de Quebec

Pela definição atual, a pobreza no Canadá se refere a pessoas que não têm renda suficiente para comprar um conjunto específico de bens e serviços em suas comunidades.
A linha oficial de pobreza do Canadá foi redefinida em 2018 com base na Medida de Cesta de Mercado (MBM). Antes disso, uma linha alternativa de pobreza, que usava a Medida de Baixa Renda (LIM), colocava abaixo da linha de pobreza o indivíduo cuja renda após o desconto tributário era inferior a metade da renda média da população após o desconto de impostos. Com essa medida alternativa, a porcentagem de habitantes no Canadá abaixo da linha de pobreza foi de 13% em 2017.
O número de pessoas vivendo abaixo da linha oficial de pobreza diminuiu substancialmente de 12,1% em 2013 para 9,5% em 2017. Um relatório de fevereiro de 2020 da Statistics Canada, baseado nas declarações de imposto de renda de 2018, diz que 3,2 milhões de canadenses viviam abaixo da linha de pobreza.

## Visão geral atual
De acordo com a Pesquisa de Renda Canadense (CIS) de 2018 da Statistics Canada, publicada em 24 de fevereiro de 2020, a Linha Oficial de Pobreza usada pelo Governo do Canadá, é a Medida da Cesta de Mercado (MBM). A definição da MBM põe abaixo da linha de pobreza o indivíduo ou família que não possuir renda suficiente para comprar uma cesta específica de bens e serviços em sua comunidade. De acordo com essa definição, no relatório da Statistics Canada de fevereiro de 2020, havia aproximadamente 3,2 milhões de canadenses vivendo abaixo da linha oficial de pobreza do Canadá, com base nas declarações de imposto de renda de 2018. Isso representa 8,7% da população. Em comparação, 9,5% da população em 2017 vivia abaixo da linha da pobreza.
Em 2018, no Canadá, havia 566 000 crianças menores de 18 anos vivendo na pobreza – representando 8,2% da população. Destes, a taxa de pobreza para crianças em famílias de casais foi de 5,8% em comparação com 26,2% em famílias de pais solteiros. O número de crianças vivendo na pobreza no Canadá atingiu um pico em 2012, com 1 milhão, representando 15% da população. As crianças de famílias monoparentais continuam mais vulneráveis à pobreza. Em 2018, a taxa de pobreza infantil foi de 5,8% para aqueles que vivem em famílias de casais, em comparação com 26,2% para aqueles em famílias de pais solteiros. Em 2018, havia 216 000 pessoas com 65 anos vivendo abaixo da linha da pobreza. A porcentagem de idosos que vivem na pobreza foi de 1,7 para aqueles que vivem com suas famílias e 7,9% para idosos solitários.
Em março de 2019, a Organização para Cooperação e Desenvolvimento Econômico (OCDE) informou que a taxa de 12,4% de pobreza relativa no Canadá estava "ligeiramente acima" da taxa média dos países membros da OCDE, que é de 11,7%. Enquanto as taxas de pobreza para a população idosa eram inferiores à média em comparação com outros países da OCDE, as taxas de pobreza para crianças e jovens no Canadá eram superiores à média. No Canadá, em 2019, os idosos tiveram a menor taxa de pobreza entre todas as faixas etárias do país.

## Medição de pobreza
Uma variedade de medidas de pobreza tem sido usada no Canadá por pesquisadores e governos, incluindo o Corte de Baixa Renda (LICO), Medida de Baixa Renda (LIM) e agora a Medida de Cesta de Mercado (MBM).
Em agosto de 2018, o governo federal, sob o primeiro-ministro Justin Trudeau, adotou a Medida da Cesta de Mercado (MBM) como definição da linha oficial de pobreza.
Com base na MBM, um relatório da Statistics Canada de 26 de fevereiro de 2019 afirmou que a pobreza geral no Canadá havia caído de 12,1% em 2013 para 9,5% em 2017. Isso é um pouco abaixo do valor de pobreza médio dos anos 2000–2009.
O governo canadense, em um relatório divulgado em 2018 sob o nome "Oportunidade para Todos", pretende reduzir a porcentagem de pessoas em situação de pobreza para 10% até 2020 e para 6% até 2030.

### Medida de Cesta de Mercado
O Governo do Canadá está usando a Medida da Cesta de Mercado (MBM) como linha oficial de pobreza desde agosto de 2018. A MBM foi desenvolvida em 2003 e os seus limites levam em consideração o tamanho das comunidades, sua localização, tipos de família e composição, estimando a renda disponível necessária para atender às necessidades básicas.
Quarenta e oito comunidades canadenses foram incluídas na medida. A MBM foi calculada novamente com os dados dos de anos 2000 até 2009 e foi em média em 10,4%, com uma alta de 11,9% em 2000 e uma baixa de 8,8% em 2007. O último valor disponível para 2017 registra a taxa de pobreza baseada na MBM em 9,5%.

### Corte de Baixa Renda
De acordo com o Corte de Baixa Renda (LICO), houve um aumento dramático da pobreza no Canadá entre meados da década de 1990 e 2020. O LICO – que é atualizado anualmente pela inflação, mas não pelas mudanças nos padrões de gastos – mede a quantidade de recursos que uma família gasta em necessidades, como moradia, comida e roupas, conforme determinado pelos servidores públicos federais. Com base no LICO, uma família que gasta 20% mais de sua renda em necessidades do que a família canadense média, fica abaixo da linha de pobreza pelas definições do LICO. As medidas do LICO tem sido questionadas. Em 2007, o LICO era frequentemente citado pela mídia como uma medida de pobreza, apesar de a Statistics Canada ter declarado que não era uma medida para tal.
A medida foi relatada pela Statistics Canada desde os anos 1960. Elas foram relatadas apenas no formato "antes de impostos" até 2000, altura em que a Statistics Canada começou a publicar as taxas LICO antes e depois dos impostos. As taxas LICO após impostos foram calculadas retroativamente até 1986. A medida visa representar um limiar de renda no qual uma família provavelmente dedicaria uma parcela maior de sua renda às necessidades de abrigo e vestuário do que a família canadense média. A partir de 2011, 8,8% dos canadenses pertencem a uma família cuja renda está abaixo do limiar de baixa renda após impostos.
Existem sete tamanhos de família e cinco tamanhos de comunidade, resultando em 35 grupos no LICO no total, cada um avaliado com base no pré e pós os impostos (70 cálculos no total). Atualmente, o LICO é fixado em 63% da renda familiar média de cada grupo. Isso decorre da Pesquisa de Despesas Familiares de 1992, que mostrou que a família média gastava 43% de sua renda após impostos em alimentos, abrigo e roupas, além da Statistics Canada acrescentar uma margem adicional de 20%.

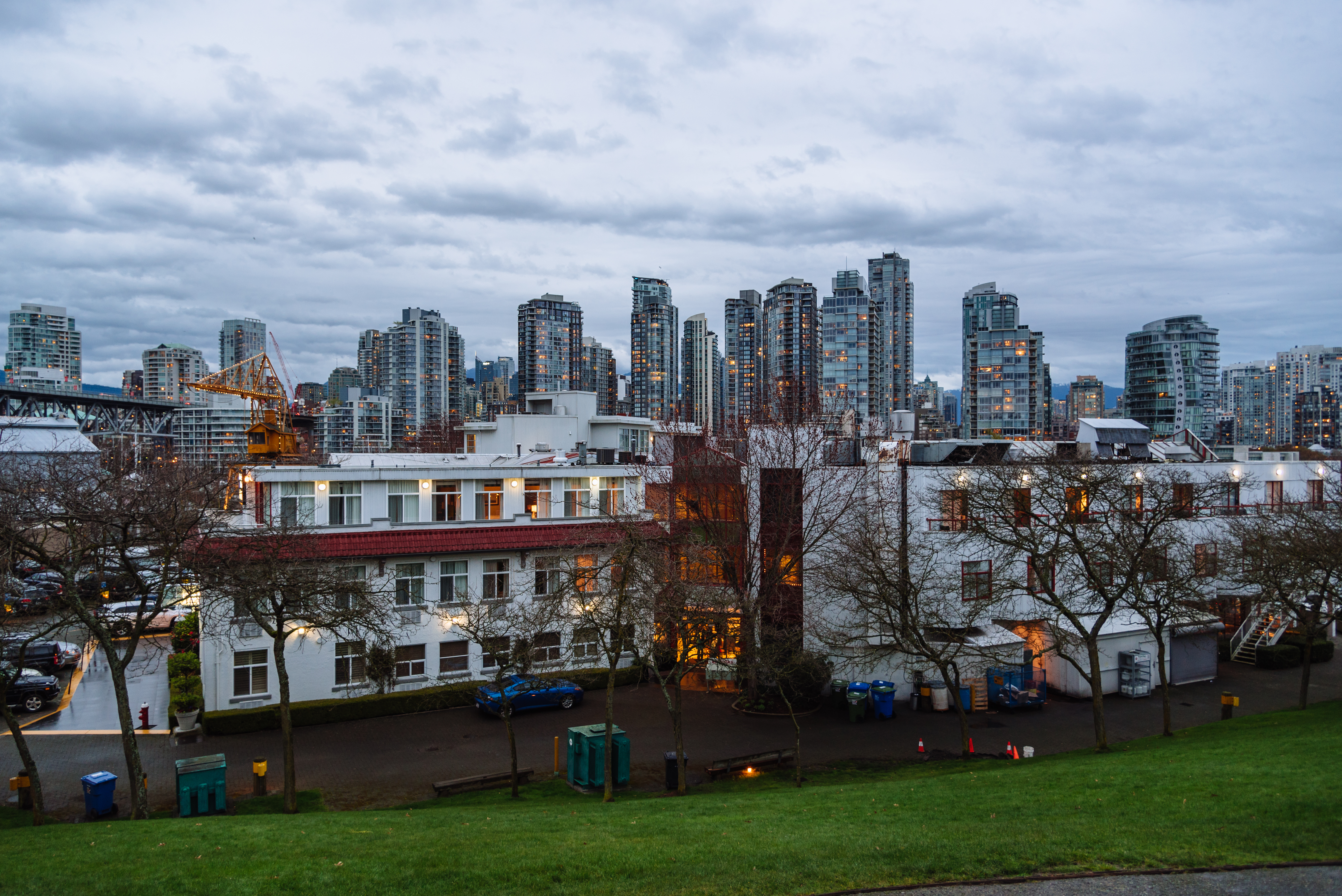
Vancouver possui o mercado imobiliário mais caro do Canadá e da América do Norte, de acordo com um estudo do mercado imobiliário Point2Homes.

A Statistics Canada prefere usar o LICO depois dos impostos sobre o LICO antes dos impostos para tirar conclusões sobre o bem-estar econômico geral das famílias. No entanto, as medidas antes dos impostos são necessárias, dependendo do estudo que está sendo realizado, porque algumas fontes de dados, como o censo, contêm apenas informações de renda antes dos impostos. Também pode ser útil conhecer o perfil de renda antes dos impostos dos grupos antes dos efeitos das taxas progressivas de imposto.
A Statistics Canada calcula o limiar da LICO separadamente com base no tamanho dos assentamentos: Existem cinco tamanhos: "pequenos assentamentos rurais, áreas urbanas com populações de menos de 30 mil, centros urbanos com 30 mil a 99 999 pessoas, centros urbanos com 100 mil a 499 mil pessoas e cidades com mais de 50 mil". A pobreza no Canadá é mais prevalente em grandes centros urbanos designados como áreas metropolitanas do censo (CMAs), e todos os limiares LICO das CMAs são calculados na última das categorias acima. A LICO não leva em consideração a diferença no custo de vida por comunidade. Em Toronto e Vancouver, o custo da habitação é muito alto em comparação com Montreal, por exemplo. A medida de pobreza LICO pode inadvertidamente superestimar a pobreza real em uma cidade com um custo de vida como o de Montreal, embora subestime-a em cidades com custos de vida muito acima da média.
Em 2008, a Agência Central de Inteligência (CIA) relatou uma estimativa de 9,4% no The World Factbook. Eles observaram que esse número era maior do que os números da população abaixo da linha da pobreza para países com economias comparáveis, como um artefato de ser o limiar do LICO.

### Medida de Baixa Renda
A Medida de Baixa Renda é uma medida mais pura de renda relativa. É definida como 50% da renda mediana, ajustada para o tamanho da família. Com efeito, essa medida indica a porcentagem ou número de pessoas no quartil inferior de renda.
É considerada uma medida especialmente útil para comparações internacionais e é popular entre os grupos antipobreza e entre alguns governos, como o da Irlanda. Isso resulta em uma medida de pobreza mais elevada em comparação com outras medidas. Em 2017, a pobreza foi estimada em 12,9% após o desconto dos impostos.
| Província                | LIM-AT (2016) |
| ------------------------ | ------------- |
| Alberta                  | 9,3%          |
| Saskatchewan             | 12,8%         |
| Canadá                   | 14,2%         |
| Ontário                  | 14,4%         |
| Quebec                   | 14,6%         |
| Manitoba                 | 15,4%         |
| Terra Nova e Labrador    | 15,4%         |
| Colúmbia Britânica       | 15,5%         |
| Ilha do Príncipe Eduardo | 16,9%         |
| Novo Brunswick           | 17,1%         |
| Nova Escócia             | 17,2%         |

### Coeficiente de Gini

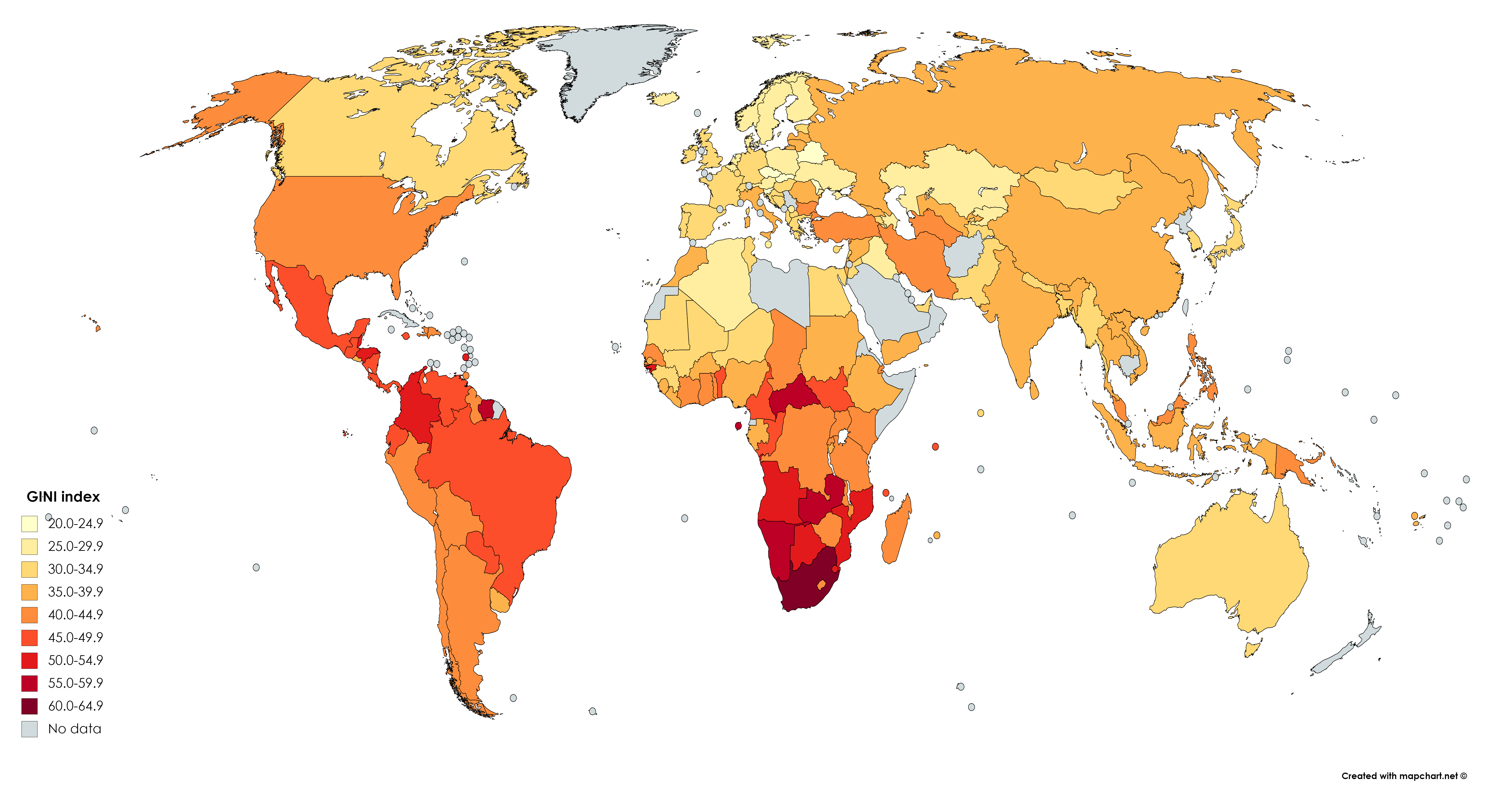
Mapa mundial dos coeficientes Gini por país. Com base em dados do Banco Mundial que vão de 1992 a 2018.

O coeficiente de Gini é uma medida de dispersão estatística usada com mais destaque como uma medida de desigualdade de distribuição de renda ou desigualdade de distribuição de riqueza. É definida como uma razão com valores entre 0 e 1: o numerador é a área entre a curva de Lorenz da distribuição e a linha de distribuição uniforme; o denominador é a área sob a linha de distribuição uniforme. Assim, um coeficiente de Gini baixo indica uma distribuição de renda ou riqueza mais igual, enquanto um coeficiente de Gini alto indica uma distribuição mais desigual. 0 corresponde à igualdade perfeita (todos têm exatamente a mesma renda) e 1 corresponde à desigualdade perfeita (onde uma pessoa tem toda a renda, enquanto todos os outros têm renda zero). O coeficiente de Gini exige que ninguém tenha uma renda líquida ou riqueza negativa.
Considerações sérias do coeficiente de Gini para implicações de políticas públicas são raras no Canadá. A discussão sobre a desigualdade de renda na mídia canadense geralmente implica que a desigualdade de renda deve ser continuamente reduzida como objetivo, enquanto os economistas internacionais que avaliam os coeficientes de Gini geralmente se concentram na ideia de definir como meta um intervalo ótimo para o coeficiente de Gini. Alguns pesquisadores sugeriram que o intervalo ótimo do coeficiente de Gini é de cerca de 0,25 a 0,40. Em 2017, o coeficiente de Gini para o Canadá foi estimado em 0,31 após os impostos (basicamente estável desde 2014).

## Pobreza imigrante
Os novos imigrantes têm maior probabilidade de enfrentar as adversidades que acompanham a pobreza por várias razões. Muitos consideram este fato inquietante, pois o Canadá construiu sua estrutura econômica em torno do trabalho realizado por imigrantes e, como resultado, é um destino importante para indivíduos que desejam deixar seu país. Além disso, a pesquisa sugere que os imigrantes recentes são mais desfavorecidos do que os indivíduos que imigraram no passado. Existem muitos fatores que contribuem para isso, mas há uma forte ênfase no fato de que os novos imigrantes geralmente enfrentam um mercado econômico que só pode lhes proporcionar ocupações mal remuneradas.
Muitos acreditam que mesmo os imigrantes bem qualificados não são imunes às condições de vida empobrecidas que muitos recém-chegados podem enfrentar. É reconhecido que os imigrantes que trabalharam para estudar em seu país de residência anterior muitas vezes enfrentam obstáculos para ter sua educação contabilizada no Canadá, dependendo da área. Com base nisso, os indivíduos que imigram para o Canadá tendem a ter níveis mais altos de educação do que os que nasceram no Canadá. Isso inevitavelmente os coloca em uma posição de desvantagem, pois estão competindo por empregos contra outros que muitas vezes têm suas realizações educacionais reconhecidas pelos empregadores. É evidente que o problema não é necessariamente que os imigrantes estejam subqualificados, mas que suas qualificações muitas vezes não são reconhecidas pelos empregadores.
Como resultado desses fatores, os imigrantes tendem a residir em partes das cidades habitadas por pessoas que trabalham em cargos de baixa renda. Os residentes dessas áreas muitas vezes enfrentam problemas como sistemas de trânsito não confiáveis e condições de vida precárias. Essas áreas geralmente têm menos serviços disponíveis para os indivíduos, o que muitas vezes coloca os novos imigrantes em uma posição mais difícil. Além disso, este sistema de separação muitas vezes leva a condições de vida segregadas com base na etnia

## Pobreza relativa

Pobreza relativa nas províncias canadenses (territórios não incluídos).
>14
13 - 13,9
12 - 12,9
11 - 11,9
<10
Sem dados

A Colúmbia Britânica detém o título de ter as taxas mais prevalentes de empobrecimento e pobreza infantil no Canadá. Existem muitos fatores que levam às taxas desproporcionais de pobreza que afetam muitos residentes da província. O mais notável deles são salários insuficientes combinados com recursos de assistência social inadequados. A Colúmbia Britânica não registra altas taxas de pobreza por causa das altas taxas de desemprego, mas tem mais a ver com os salários insuficientes que muitos recebem. Isso significa que, embora muitas pessoas estejam empregadas, seus salários não lhes dão a oportunidade de viver em condições de vida não empobrecidas. Para adicionar a isso, a província viu um aumento nos custos de acomodação e alimentos, o que adiciona mais obstáculos que os pobres têm de enfrentar. Com isso dito, notou-se que a Colúmbia Britânica é a única província do país que não possui medidas implementadas para reduzir os casos de empobrecimento. Embora a qualidade de vida dos pobres esteja em declínio, os residentes ricos têm se beneficiado das políticas implementadas pelo governo liberal quando eles detinham o poder. Nem é preciso dizer que a Colúmbia Britânica enfrenta uma taxa desproporcional de pobreza devido a muitos fatores interligados. No entanto, esta província tem muito espaço para melhorias em termos de implementação de políticas que possam aumentar a qualidade de vida de grande parte dos seus residentes.

## Crianças indígenas no Canadá
De acordo com o Centro Canadense de Políticas Alternativas, com base nos dados do censo de 2006, descobriu-se que a taxa média de pobreza infantil para as crianças no Canadá é de 17%, enquanto a taxa média de pobreza infantil para as crianças indígenas é mais que o dobro, em torno de 40%. De acordo com esse estudo, quase 50% das crianças das Primeiras Nações vivem abaixo da linha de pobreza. Esse número cresce para 62% na província de Manitoba e para 64% em Saskatchewan. O estudo citado utilizou a medida de baixa renda como sua definição para a pobreza, essa medida sempre mostra uma taxa alta. No entanto, as estatísticas muito mais altas da medida de baixa renda para as famílias indígenas, também indicam um nível muito mais alto de pobreza para as pessoas não-indígenas.

## Assistência para pobreza no Canadá

#### Taxa fiscal reduzida
O sistema de imposto e renda canadense é altamente progressivo. Isso pode ser percebido comparando a taxa de corte de baixa renda de 15,3% antes de impostos do ano de 2005 com a taxa pós-imposto de apenas 10,8%. Também é evidente no coeficiente de Gini, que foi estimado em 0,428 em uma base pré-tributária, mas apenas 0,315 em uma base pós-imposto. Um estudo da Conference Board of Canada em 2013 observou que o sistema canadense fornece alívio aos pobres, o que contribui para reduzir as taxas de pobreza no Canadá. Seu relatório de 2013 afirmou que, sem o sistema tributário e as transferências do Canadá, a taxa de pobreza seria de 23% e não a atual 12%.

#### Programas sociais
O estudo da Conference Board of Canada de 2013 observou que, devido ao sistema tributário e às transferências para as pessoas de baixa renda, a desigualdade de renda é 27% menor do que seria de outra forma. O Canadá tem uma ampla gama de transferências governamentais para pessoas de baixa renda, totalizando 176,6 bilhões de dólares em 2009. Algumas das transferências destinadas a ajudar as pessoas de baixa renda no Canadá incluem a assistência social e a segurança para os idosos. Existe também um extenso programa de proteção no desemprego, destinado a ajudar os trabalhadores que se tornaram desempregados para diminuir a chance de caírem na pobreza.
Além das transferências governamentais, há vários outros serviços públicos e programas sociais financiados publicamente que beneficiam aqueles com baixa renda, como o Medicare (sistema de saúde nacional do Canadá), escola primária gratuita, educação pós-secundária subsidiada, habitação subsidiada e programas para emprego, que muitas vezes visam vários grupos de pessoas que são consideradas suscetíveis a baixa renda.

#### Benefício de imposto de renda de trabalho
O benefício foi introduzido em 2007 para encorajar as pessoas de baixa renda a entrar na força de trabalho e proporcionar-lhes um maior apoio financeiro. O benefício expandiu consideravelmente desde a sua introdução. A partir de 2012, valia até C$ 970 para um único indivíduo, C$ 1762 para casais e famílias monoparentais. Uma pessoa ou casal deve ter pelo menos C$ 3.000 em renda de emprego e não ser estudante, para ser elegível para o benefício. Os benefícios aumentam, e depois diminuem, conforme a renda, e são completamente recuperados em uma receita de C$ 11.011 para solteiros e C$ 15.205 para casais ou pais solteiros (em 2012). Estes créditos não são tributados.

#### Créditos para crianças
Os canadenses de baixa renda são elegíveis para receberem benefícios fiscais para crianças (um benefício federal), e para créditos ou benefícios fiscais provinciais para crianças, e também são elegíveis para subsídios familiares no Quebec. Por exemplo, Ontário pagava um benefício programado de 180 dólares por mês até 2011 para pessoas com um salário familiar anual inferior a US$ 20.000 e com dois filhos. Estes créditos não são tributados.

#### Leis de salário mínimo
De acordo com a Constituição do Canadá, a responsabilidade pela promulgação e aplicação de leis trabalhistas, incluindo leis para salários mínimos no Canadá, depende das províncias, sendo que os territórios também receberam esse poder da legislação federal. Isso significa que cada província e território tem seu próprio salário mínimo. O salário mínimo geral mais baixo atualmente em vigor é o dos Territórios do Noroeste (C$ 10,00 por hora), e os mais altos são os de Nunavut e Ontário (C$ 11,50 por hora). Algumas províncias permitem que salários mais baixos que o mínimo sejam pagos a alguns tipos de servidores, para servidores que recebem benefícios extras ou gorjetas e para alguns funcionários inexperientes. Embora enumerados sob assistência, algumas teorias sugerem que as leis de salário mínimo são um prejuízo líquido para as pessoas de baixa renda como um todo, porque reduzem a atratividade da contratação de pessoal de baixa qualificação.